# Сикст, Пауль
Пауль Сикст (нем. Paul Sixt; 22 февраля 1908, Штутгарт — 8 января 1964, Детмольд) — немецкий дирижёр и музыкальный педагог, наиболее известный своей культурной деятельностью во время нацистской Германии.
Окончил Штутгартскую высшую школу музыки. С 1927 г. жил и работал в Веймаре, сперва как репетитор в городском оперном театре. В 1930 г. вступил в НСДАП, в связи с чем его карьера после прихода нацистов к власти в Германии быстро пошла в гору. В 1936 г. занял пост веймарского генеральмузикдиректора. В 1939 г. возглавил Веймарскую высшую школу музыки и оставался её ректором до конца Второй мировой войны.
Веймарский период в карьере Сикста не ознаменовался исключительными музыкальными событиями, хотя Йозеф Геббельс высоко ценил его работу, а в 1941 г. особо отметил в своём дневнике вдохновенное исполнение оркестром под управлением Сикста произведений Франца Листа. 29 октября 1940 г. в Веймаре под управлением Сикста была впервые исполнена новая, сокращённая автором редакция ранней оперы Рихарда Штрауса «Гунтрам», и это исполнение было горячо одобрено композитором. В 1944 г. дирижировал премьерой концерта для тромбона с оркестром Цезаря Бресгена в рамках концерта, посвящённого Гитлерюгенду.
Наиболее значительным достижением Сикста, однако, стала его работа под руководством нацистского культурного функционера Ханса Северуса Циглера над выставкой «Дегенеративная музыка» (нем. Entartete Musik), придуманной по образцу проекта «Дегенеративное искусство» и проведённой в 1938 г. в Дюссельдорфе в рамках масштабного музыкального фестиваля. Выставка представляла в негативно-издевательском свете произведения новейших композиторов-модернистов, от Игоря Стравинского до Курта Вайля, а также джазовую музыку (отобранные Сикстом отрывки обличаемых авторов можно было послушать в отдельных аудиокабинках). В дальнейшем выставка была повторена в Веймаре, Мюнхене и Вене.
После Второй мировой войны в 1947—1951 гг. возглавлял Штутгартскую народную оперу, с 1951 г. и до конца жизни генеральмузикдиректор Детмольда.
Сиксту принадлежит ряд музыкальных произведений, главным образом фортепианных и вокальных, а также струнный квартет. Его «Гимническая увертюра» для оркестра (нем. Hymnisches Vorspiel; 1937) посвящена гауляйтеру Тюрингии Фрицу Заукелю.